# Campo prodemocracia
El campo prodemocracia o campo pandemocrático (chino: 民主派 o 泛民主派) se refiere a un alineamiento político en Hong Kong que apoya el aumento de la democracia, a saber, el sufragio universal del Jefe del Ejecutivo y del Consejo Legislativo, tal como lo establece la Ley Fundamental en el marco de "Un país, dos sistemas".
Los pro-demócratas generalmente abrazan valores liberales como el estado de derecho, los derechos humanos, las libertades civiles y la justicia social, aunque sus posiciones económicas varían. A menudo se les identifica como el "campo de la oposición" debido a su postura no cooperativa y a veces de confrontación hacia la RAE de Hong Kong y los gobiernos centrales chinos. Frente al campo prodemocracia está el campo pro-Beijing, cuyos miembros son percibidos como partidarios de las autoridades de Beijing y de la RAE. Desde el traspaso, el campo prodemocracia ha recibido entre el 55 y el 60 por ciento de los votos en cada elección, pero ha devuelto menos de la mitad de los escaños en el Consejo Legislativo debido a los elementos indirectamente elegidos de la legislatura.
Los activistas prodemocracia surgieron de los movimientos juveniles en la década de 1970 y comenzaron a participar en la política electoral cuando el gobierno colonial introdujo la democracia representativa a mediados de la década de 1980. Los pro-demócratas se unieron para impulsar una mayor democracia tanto en el período de transición como después de la entrega de Hong Kong en 1997. También apoyaron una mayor democracia en China y asumieron el papel de apoyo en las protestas de la Plaza de Tiananmen de 1989. La relación entre los pro-demócratas y el gobierno de Pekín se volvió hostil después de la sangrienta represión de Pekín contra la protesta y los pro-demócratas fueran etiquetados de "traidores". Después de las elecciones al Consejo Legislativo de 2004, el término "campo pan-demócrata" (abreviado "pan-dems") se utilizó más a medida que surgieron más partidos y políticos diferentes de diferentes espectros políticos.
En las elecciones del Consejo Legislativo de 2016, el campo se enfrentó al desafío de los nuevos localistas que surgieron después de la Revolución Paraguas y se postularon bajo la bandera de la "autodeterminación" o de la independencia de Hong Kong. Después de las elecciones, algunos localistas se unieron al caucus pro-demócrata, que se rebautizó a sí mismo como "campo pro-democracia".
En las elecciones locales de Hong Kong de 2019, el campo prodemocracia logró su mayor victoria en la historia de Hong Kong, obteniendo el control de 17 de los 18 Consejos de Distrito y triplicando sus escaños de alrededor de 124 a alrededor de 388. Estos resultados fueron interpretados como un apoyo general a las protestas de 2019, las cuales fueron apoyadas por políticos de esta ideología.

## Resultados electorales

### Elecciones al jefe del ejecutivo
| Elección | Candidato       | Partido                      | Votos       | %           |
| -------- | --------------- | ---------------------------- | ----------- | ----------- |
| 2005     | Lee Ala-tat     | Partido Demócrata            | No nominado | No nominado |
| 2007     | Alan Leong      | Partido Cívico               | 123         | 15.93       |
| 2012     | Albert Ho       | Partido demócrata            | 76          | 7.24        |
| 2017     | Leung Kwok-hung | Liga de los Socialdemócratas | No nominado | No nominado |

### Elecciones al Consejo legislativo
| Elección | Número de votos | % de voto | Constituencias Geográficas | Constituencias Funcionales | Comité electoral | Asientos totales | +/−       | Estado    |
| -------- | --------------- | --------- | -------------------------- | -------------------------- | ---------------- | ---------------- | --------- | --------- |
| 1991     | 843,888         | 61.63     | 16                         | 7                          | −                | 20/60            | 13        | N/a       |
| 1995     | 557,515         | 61.13     | 16                         | 10                         | 3                | 29/60            | 11        | N/a       |
| 1998     | 982,249         | 66.36     | 15                         | 5                          | 0                | 20/60            | N/a       | Oposición |
| 2000     | 799,249         | 60.56     | 16                         | 5                          | 0                | 21/60            | 1         | Oposición |
| 2004     | 1,105,388       | 62.44     | 18                         | 7                          |                  | 25/60            | 3         | Oposición |
| 2008     | 901,707         | 59.50     | 19                         | 4                          | 23/60            | 3                | Oposición |           |
| 2012     | 1,036,998       | 57.26     | 18                         | 9                          | 27/70            | 4                | Oposición |           |
| 2016     | 781,168         | 36.02     | 13                         | 10                         | 23/70            | 3                | Oposición |           |

### Elecciones municipales
| Elección | Número de votos | % de votos | Sitios en el UrbCo | Sitios en RegCos | Total de sitios |
| -------- | --------------- | ---------- | ------------------ | ---------------- | --------------- |
| 1989     | 68,831          | 32.38      | 5/15               | 5/12             | 10/27           |
| 1991     | 200,877         | 51.28      | 6/15               | 7/12             | 14/27           |
| 1995     | 287,226         | 51.51      | 18/32              | 16/27            | 34/59           |

### Elecciones al Consejo del distrito
| Elección | Número de votos | % de votos | Asientos totales | +/− |
| -------- | --------------- | ---------- | ---------------- | --- |
| 1988     | 139,982         | 22.16      | 61/264           | 24  |
| 1991     | 170,757         | 32.11      | 83/272           | 22  |
| 1994     | 280,707         | 40.89      | 146/346          | 48  |
| 1999     | 325,829         | 40.18      | 157/390          | 22  |
| 2003     | 477,596         | 45.54      | 198/400          | 38  |
| 2007     | 445,781         | 39.15      | 127/405          | 56  |
| 2011     | 464,512         | 39.34      | 103/412          | 16  |
| 2015     | 581,058         | 40.20      | 126/431          | 25  |
| 2019     | 1,674,083       | 57.10      | 388/452          | 265 |